# Pohár vítězů pohárů 1979/1980
Sezóna 1979/80 Poháru vítězů pohárů byla 20. ročníkem tohoto poháru. Vítězem se stal tým Valencia CF.

## Předkolo
| Tým #1     | Celk. | Tým #2        | 1. zápas | 2. zápas |
| ---------- | ----- | ------------- | -------- | -------- |
| Rangers FC | 3 - 0 | Lillestrøm SK | 1 - 0    | 2 - 0    |
| B1903      | 7 - 0 | APOEL         | 6 - 0    | 1 - 0    |

## První kolo
| Tým #1              | Celk. | Tým #2               | 1. zápas | 2. zápas      |
| ------------------- | ----- | -------------------- | -------- | ------------- |
| FK Dynamo Moskva    | kont. | KF Vllaznia          | -        | -             |
| Sliema Wanderers    | 2 - 9 | Boavista FC          | 2 - 1    | 0 - 8         |
| Cliftonville FC     | 0 - 8 | FC Nantes            | 0 - 1    | 0 - 7         |
| BSC Young Boys      | 2 - 8 | FC Steaua București  | 2 - 2    | 0 - 6         |
| Reipas Lahti        | 0 - 2 | FC Aris Bonnevoie    | 0 - 1    | 0 - 1         |
| ÍA                  | 0 - 6 | FC Barcelona         | 0 - 1    | 0 - 5         |
| B1903               | 2 - 6 | Valencia CF          | 2 - 2    | 0 - 4         |
| Rangers FC          | 2 - 1 | Fortuna Düsseldorf   | 2 - 1    | 0 - 0         |
| Arsenal FC          | 2 - 0 | Fenerbahçe SK        | 2 - 0    | 0 - 0         |
| Wrexham FC          | 5 - 7 | 1. FC Magdeburg      | 3 - 2    | 2 - 5(prodl.) |
| Panionios           | 5 - 3 | FC Twente            | 4 - 0    | 1 - 3         |
| IFK Göteborg        | 2 - 1 | Waterford            | 1 - 0    | 1 - 1         |
| FC Wacker Innsbruck | 1 - 3 | FC Lokomotíva Košice | 1 - 2    | 0 - 1         |
| Beerschot VAV       | 1 - 2 | NK Rijeka            | 0 - 0    | 1 - 2         |
| Arka Gdynia         | 3 - 4 | Stara Zagora         | 3 - 2    | 0 - 2         |
| Juventus FC         | 3 - 2 | Győri ETO FC         | 2 - 0    | 1 - 2         |

## Druhé kolo
| Tým #1               | Celk.    | Tým #2              | 1. zápas | 2. zápas      |
| -------------------- | -------- | ------------------- | -------- | ------------- |
| FK Dynamo Moskva     | 1(v) - 1 | Boavista FC         | 0 - 0    | 1 - 1         |
| FC Nantes            | 5 - 3    | FC Steaua București | 3 - 2    | 2 - 1         |
| FC Aris Bonnevoie    | 2 - 11   | FC Barcelona        | 1 - 4    | 1 - 7         |
| Valencia CF          | 4 - 2    | Rangers FC          | 1 - 1    | 3 - 1         |
| Arsenal FC           | 4 - 3    | 1. FC Magdeburg     | 2 - 1    | 2 - 2         |
| Panionios            | 1 - 2    | IFK Göteborg        | 1 - 0    | 0 - 2         |
| FC Lokomotíva Košice | 2 - 3    | NK Rijeka           | 2 - 0    | 0 - 3         |
| Stara Zagora         | 1 - 3    | Juventus FC         | 1 - 0    | 0 - 3(prodl.) |

## Čtvrtfinále
| Tým #1           | Celk. | Tým #2       | 1. zápas | 2. zápas |
| ---------------- | ----- | ------------ | -------- | -------- |
| FK Dynamo Moskva | 3 - 4 | FC Nantes    | 0 - 2    | 3 - 2    |
| FC Barcelona     | 3 - 5 | Valencia CF  | 0 - 1    | 3 - 4    |
| Arsenal FC       | 5 - 1 | IFK Göteborg | 5 - 1    | 0 - 0    |
| NK Rijeka        | 0 - 2 | Juventus FC  | 0 - 0    | 0 - 2    |

## Semifinále
| Tým #1     | Celk. | Tým #2      | 1. zápas | 2. zápas |
| ---------- | ----- | ----------- | -------- | -------- |
| FC Nantes  | 2 - 5 | Valencia CF | 2 - 1    | 0 - 4    |
| Arsenal FC | 2 - 1 | Juventus FC | 1 - 1    | 1 - 0    |

## Finále
| Tým #1      | Celk.       | Tým #2     |
| ----------- | ----------- | ---------- |
| Valencia CF | (pen.)0 - 0 | Arsenal FC |

## Vítěz
| Pohár vítězů pohárů 1979/80 Valencia CF Carlos Perreira, Manuel Botubot, Ricardo Arias, Miguel Tendillo , Jose Carrette, Daniel Solsona, Rainer Bonhof, Javier Subirates, Mario Kempes, Enrique Saura, Pablo Rodriguez, Angel Castellanos Trenér: Alfredo Di Stéfano |